# Louis Maillard-Salin
Pour les articles homonymes, voir Louis Maillard et Maillard.
Louis Maillard-Salin est un ancien salarié de Peugeot. En 1928, alors directeur de la branche carrosserie chez Peugeot, il fonde avec Maurice Bailly, un de ses chefs de service, le FC Sochaux. Louis Maillard-Salin est le premier président du club. Il a occupé ce poste jusqu'en 1939.